# 戸澤塾
戸澤塾（とざわじゅく）は、日本のプロレス団体DRAGON GATEにかつて属していたユニットの名称。

## 歴史
2006年、それまで何の実績も残していなかったトザワはOPEN THE BRAVE GATE王座決定リーグ戦に出場。このときはまだデビューして1年も経っていなかったが、Final M2Kのメンバーでありトザワの師匠でもある新井健一郎が『一勝でもしたらFinal M2Kに入れてやってもいい』と言われる。この発言により奮起したのかトザワは初代ブレイブ王者の土井成樹を破ると言う大金星を挙げる。そしてアラケンからファイMの象徴であるスカジャンを渡されたが、トザワは『他にやりたいことがある』と言いスカジャンを返してしまう。
結果的にファイM入りを拒否したトザワはリングネームを戸澤アキラに改名し、新たなユニット、戸澤塾を開校（結成）する。まだデビューして1年しか経っていないのにユニットを結成するのは異例であった。そして戸澤は生徒（メンバー）としてフロリダブラザーズが消滅となったマイケル岩佐改め岩佐拓、戸澤と同期の大野勇樹、森隆行をメンバーに入れて活動する。
さらに旗持ちオヤジこと宍戸幸之も居る。もともと彼はリングサイドで黙ってただ旗を持つだけの存在だった。しかし森とオープン・ザ・ブレイブゲートを争っていたマッスル・アウトローズの吉野正人に戸澤塾の象徴である旗を折られ、怒りのオヤジは遂にリングインし、旗を折った吉野や悪徳レフェリーの玉岡金太にボディスラムで制裁し、森をブレイブゲートの挑戦者まで押し上げる。だがこれがマッスルの怒りを買う結果となり森が王座に挑戦する条件として、オヤジに試合に出てもらうことになってしまう。そして10月20日の後楽園大会で遂に試合。序盤からマッスルに完全に捕まり大苦戦を強いられたオヤジだったが、素人とは思えない動きを見せ、最後は森のアシストから玉岡をフォールし勝利を飾る。試合後のマイクアピールでは、10年前からプロレスラーを目指していたことを涙ながらに告白。素人ではなく、半素人であることが判明した。
2007年には戸澤の師匠でもあった新井が戸澤塾に電撃加入。そのアラケンの入れ替わりのように森がPos.HEARTSの活動に専念するため卒業した。6月には新井＆岩佐がプロレスリング・ノアのタイトルであるGHCジュニアヘビー級タッグ王座に挑戦。タイトル獲得はならなかったが、大健闘を見せた。9月22日の大田区大会で新井健一郎と岩佐拓の『新岩』がIJタッグチャンピオンになった。岩佐は初のベルト奪取ということになった。戸澤と大野がいわゆる『メタボ』な体型になり、2008年からこの2人が『メタボリック・ブラザーズ』というコンビを結成した。
2008年6月12日の後楽園大会で忍が転校生と言う形で加入。6月28日の名古屋大会で新井・岩佐・忍の3人がオープン・ザ・トライアングルゲートに挑戦し初戴冠。戸澤塾史上初のトライアングルゲート王者が誕生した。7月10日の後楽園大会で留学生のエル・ジェネリコが登場。8月、大野勇樹がDRAGON GATE退団を発表し、ユニットも抜けたが、31日にサイバーコング・シートが登場。REAL HAZARDとの抗争も始まる。忍やジェネリコの加入、大野の退団などの理由により、戸澤が奮起。ダイエット7番勝負もこなしているなど、戸澤塾はなんとか軌道に乗ることに成功している。11月16日の大阪府立大会でオープン・ザ・トライアングル・ゲート王座選手権試合トライアングル・コントラ・解散マッチにて(挑戦者組)新井健一郎、岩佐拓、戸澤アキラ組が(王者組)望月成晃、ドン・フジイ、マグニチュード岸和田組に敗れ、卒業という名の解散という形になった。これで2年7か月の活動に終止符を打った。

## メンバー
- 戸澤アキラ（1号生筆頭）（リーダー）
- 岩佐拓（1号生）
- 新井健一郎（団長）
- 忍（転校生）
- エル・ジェネリコ（留学生）
- 宍戸幸之（旗持ち）

## 元メンバー
- 森隆行（特待生）（卒業）
- 大野勇樹（太鼓叩き）（脱退）